# Borjana Krišto
Borjana Krišto (Livno, 13. kolovoza 1961.), hrvatska bosanskohercegovačka političarka. Predsjedateljica je vijeća ministara BiH od 25. siječnja 2023., bivša zastupnica u Zastupničkom domu PSBiH, predsjednica entiteta Federacija Bosne i Hercegovine od  22. veljače 2007. do 17. ožujka 2011. godine. Bila je izaslanica u Domu naroda PSBiH do 2014.
Na općim izborima 2010. bila je kandidatkinja za hrvatsku članicu Predsjedništva BiH, međutim, iako je dobila najviše glasova Hrvata, izbore je izgubila od Željka Komšića iz SDP-a BiH, koji je dobio masovnu podršku Bošnjaka.

## Mladost
Borjana Krišto je rođena u obitelji Joze i Janje u Livnu. U rodnom gradu završila je osnovnu (1976.) i srednju ekonomsku školu maturiravši 1980. Poslije toga upisuje Pravni fakultet u Banjoj Luci gdje je diplomirala 1984., a pravosudni ispit položila je u Sarajevu. Nakon toga radila je u brojnim tvrtkama u pravnoj službi: u "Agro Livnu" (1987. – 1988.), "Guber Livnu" (1990. – 1991.) i "Likom Livnu" (1991. – 1992.). U HDZ BiH učlanila se 1995. kada se zaposlila u "Livno busu" gdje je radila u pravnoj službi do 1999.

## Politička karijera
Krišto je imenovana ministricom pravosuđa u Vladi Hercegbosanske županije 1999. Na toj službi ostala je do 2000. kada je imenovana tajnicom županijske Vlade. Na tom položaju djelovala je do 2002. U međuvremenu je 2001. imenovana članicom Predsjedništva HDZ-a BiH.
Na općim izborima održanim 2002. Krišto je bila kandidatkinja za Zastupnički dom Parlamenta Federacije BiH. Osvojila je mandat s 3394 glasova, no nije ga preuzela jer je imenovana ministricom pravosuđa u Federalnoj Vladi. Tu dužnost vršila je do isteka mandata 2006.
Na sljedećim općim izborima održanim 2006. bila je kandidatkinja za Zastupnički dom Parlamentarne skupštine BiH gdje je uspjela osvojiti mandat s 2596 glasova. Također je imenovana i članicom Parlamentarne skupštine Vijeća Europe. Obje dužnosti prestala je obnašati 22. veljače 2007. kada je postala prva žena predsjednica Federacije Bosne i Hercegovine. Te godine imenovana je i potpredsjednicom HDZ-a BiH.
Krišto se na općim izborima 2010. kandidirala za hrvatsku članicu Predsjedništva BiH, međutim, završila je na drugom mjestu sa 109 758 (19,74 %) glasova. Na izborima je pobijedio Željko Komšić iz SDP-a BiH s 337 065 (60,61 %) glasova. Krišto je izgubila izbore iako je dobila najviše glasova od Hrvata tako što su Bošnjaci masovno glasovali za Komšića koji je tako dobio mandat za hrvatskog člana Predsjedništva BiH.
Nakon općih izbora 2010. nastupila je kriza vlasti zbog nemogućnosti da se obrazuje Vlada na razini Federacije BiH. Koalicija SDP-a BiH, SDA, NSRB-a i HSP-a BiH uspjela je stvoriti parlamentarnu većinu i izabrati Vladu Federacije BiH i postaviti Živka Budimira iz HSP-a BiH na mjesto predsjednika Federacije BiH. Međutim, njegov izbor negiralo je Središnje izborno povjerenstvo BiH (SIP) zbog nedovoljnog broja glasova Hrvata u Domu naroda Parlamenta Federacije BiH, pa je Krišto ostala predsjednica Federacije BiH sve do odluke visokog predstavnika Valentina Inzka kojom je nametnuo vladu i Budimira za predsjednika Federacije BiH 17. ožujka 2011.